# Elpida Romantzi
Elpida Romantzi, grška lokostrelka, * 17. julij 1981. 
Sodelovala je na lokostrelskem delu poletnih olimpijskih igrah leta 2004, kjer je osvojila 31. mesto v individualni in 5. mesto v ekipni konkurenci.